# جلال الرفاعي
جلال الرفاعي (1946-2012) فنان تشكيلي ورسام كاريكاتور أردني/ فلسطيني من مواليد قرية كفر عين قرب رام الله في الضفة الغربية. كان يعمل في جريدة الدستور الأردنية حتى تاريخ وفاته. ويعتبر من أوائل رسامي الكاريكاتور في الأردن، حيث  كانت البداية الفعلية له مع الرسم الكاريكاتوري في عام 1971.

## حياته المهنية
حصل الرفاعي على  شهادة الدراسة الثانوية العامة من مدرسة رام الله الثانوية في رام الله في العام الدراسي 1963-1964. أنهى دورة في الإخراج الصحفي سنة 1971 في لندن. ثم درس الرسوم المتحركة لمدة سنة (1976–1977) في لندن. وعمل خطاطاً ورساماً في جريدة الدستور الأردنية (1967–1974). كذلك عمل مشرفاً فنياً في عدد من المجلات والصحف العربية في لندن. ومنذ عام 1980 عمل مديراً للقسم الفني في مؤسسة البيان الصحافيَّة في دُبَيّ، حتى سنة 1990. عاد إلى العمل كرسام كاريكاتور في جريدة الدستور الأردنية منذ مطلع عام 1990 حتى وفاته في 2012.

## وصلات خارجية
- بعض أعمال الرفاعي - فن الكاريكاتور
- كاريكاتير جلال الرفاعي - رسوم